# Dewi Dijkman
Dewi Dijkman (* 4. September 1998) ist eine niederländische Tennisspielerin.

## Karriere
Dijkman begann im Alter von sechs Jahren mit dem Tennissport. Sie spielt hauptsächlich auf Turnieren der ITF Women’s World Tennis Tour, bei der sie bislang einen Doppeltitel gewann.
Ihr erstes Turnier auf der WTA Tour spielte sie, als sie eine Wildcard für die Qualifikation zu den Libéma Open 2018 erhielt. Sie verlor aber bereits ihre Erstrundenbegegnung gegen Valentini Grammatikopoulou mit 3:6 und 1:6.
2017 trat Dijkman in der Verbandsliga für den TC Blau-Weiß Soest an. Ab 2018 spielte Dijkman für den Bielefelder Tennis Turnier Club (BTTC) in der Regionalliga.
Ihr bislang letztes internationale Turnier spielte Dijkman im März 2020. Sie wird daher nicht mehr in der Weltrangliste geführt.

## Turniersiege

### Doppel
| Nr. | Datum             | Turnier     | Kategorie   | Belag | Partnerin        | Finalgegnerinnen                       | Ergebnis   |
| --- | ----------------- | ----------- | ----------- | ----- | ---------------- | -------------------------------------- | ---------- |
| 1.  | 7. September 2018 | Badenweiler | ITF $15.000 | Sand  | Katharina Hering | Catherine Chantraine Chelsea Vanhoutte | 7:66, 7:63 |